# آنا واتکینز
آنا واتکینز (انگلیسی: Anna Watkins; ۱۳ فوریهٔ ۱۹۸۳) قایقران سابق روئینگ اهل بریتانیا است.
وی در مسابقات کشوری و بین‌المللی در مجموع برندهٔ ۳ مدال طلا، ۱ مدال نقره، ۲ مدال برنز شده‌است.